# 奈良恵里加
奈良 恵里加（なら えりか、1978年 - ）は、日本の競泳選手。群馬県出身。パラリンピックに3大会出場しており、金メダル2個、銅メダル2個を獲得している。サンデンに所属している。

## 経歴
脳性麻痺による体幹機能障害があり、保育園の頃は歩行困難で散歩の際には保母に背負われた。そのリハビリのために7歳で水泳を始めた。
1996年、障害者広島国体25m自由形、背泳ぎで優勝した。1998年の障害者世界選手権400m自由形で6位、1999年のオーストラリア選手権で4位となった。
2000年のシドニーパラリンピックでは自由形3種目、背泳ぎ、リレー2種目への出場を予定しており、200ｍリレーでは第一泳者を務め、加藤作子、藤田多佳子、成田真由美とともに金メダルを獲得したが、体調を崩して途中帰国した。2004年のアテネパラリンピックでは100m自由形、50m自由形で銅メダル、梶原紀子、藤田多佳子、成田真由美との200mリレーで金メダルを獲得した。
2008年の北京パラリンピックの代表にも選ばれた。
2009年5月25日にマンチェスターで行われた、BTパラリンピックワールドカップの100ｍ自由形で1分24秒23で銅メダルを獲得した。
2010年、広州で行われたアジアパラ競技大会の100m自由形で銀メダルを獲得した。